# 公孙洩
公孙洩（？—？），姬姓，名洩，是子孔的儿子，郑穆公的孙子，郑国大夫。
前536年二月，有人梦见伯有披甲而行，说：“三月初二，我将要杀死驷带。明年正月二十七日，我又将要杀死公孙段。”到三月初二那一天，驷带死了，国人十分害怕。前535年，郑国有人因为伯有而互相惊扰，说：“伯有来了！”大家四散逃开，不知跑到哪里去才好。这年的正月二十七日，公孙段死了，国人就越来越恐惧了。下一月，子产立了公孙洩和伯有的儿子良止做大夫，来安抚伯有的鬼魂，事情才停了下来。子太叔问这样做的原因，子产说：“鬼有所归宿，这才不做恶鬼，我是为他寻找归宿啊。”子太叔又问：“立公孙洩干什么？”子产答道：“为了使他们高兴。立身没有道义而希望高兴，执政者去违反礼仪，是用来取得百姓的欢心。不取得百姓欢心，不能使人信服。不能使人信服，百姓是不会服从的。”